# Pandanrejo (Wagir)
Pandanrejo is een bestuurslaag in het regentschap Malang van de provincie Oost-Java, Indonesië. Pandanrejo telt 4754 inwoners (volkstelling 2010).